# نیروی دریایی سلطنتی کامبوج
نیروی دریایی سلطنتی کامبوج (خمر: កងទ័ពជើងទឹក) نیروی دریایی زیرمجموعه نیروهای مسلح سلطنتی کامبوج است، که در سال ۱۹۵۳ تأسیس شد.